# Проторумынский язык
Проторумы́нский язы́к (балканская латынь, общерумынский язык, общероманский язык восточного типа, недифферанцированный румынский язык, первоначальный румынский язык, прарумынский язык; рум. limba română comună, limba română primitivă (comună)) — условное название одного из этапов развития восточно-романских языков, на котором в романских идиомах Балканского полуострова впервые появились и закрепились их наиболее характерные современные признаки. Хронологические рамки проторумынского языка определяют VII—IX(X) веками н. э.

## Хронология
Праязыки балкано-романского ареала:
- Автохтонные языки (до II века н. э.) — индоевропейские языки Балканского полуострова (геты, даки, мёзы, иллирийцы и др.)
- Народная латынь (II—III века) — форма латинского языка в провинции Римская Дакия в составе Римской империи
- Балканская латынь (IV—VII века) — региональный язык на Балканах до славянского переселения
- Проторумынский язык, иначе общерумынский или общероманский язык восточного типа (ок. VII—IX (X) века н. э.[2]) — период славяно-романского двуязычия[6] (балканская латынь и общеславянский язык)
- Румынский дописьменный язык (IX (X)—XV века н. э.[2])
- Старорумынский или валашский язык (XIV—XVIII века) и молдавский язык (XVI—XIX века)

## История
После переселения славян на Балканский полуостров из древней Дакии в VI—VIII веках н. э. балканская латынь утрачивает все связи с западно-романским ареалом. Языки-мосты, связывавшие её с Италией, при этом быстро исчезают (далматинский, панноно-романский и др.) в ходе интенсивной славянизации Балкан.
Восточно-романский ареал сохраняется на территории Трансильвании (бывшая Римская Дакия), Адриатическом побережье, южных Балканах; и со всех сторон оказывается окружён носителями славянских языков (болгары, сербы, тиверцы, словаки, русины, моравы). Латинский алфавит утрачивается, на смену ему приходят кириллица и церковнославянский язык, сопровождающий все православные обряды валахов. Асимметричное славяно-романское двуязычие VII—XI веков приводит к качественно новым сдвигам в балканской латыни (развитие палатализации, йотизации, массовых лексических заимствований и др.). Немаловажно и усиливающееся влияние языков других народов (греческого, венгерского, тюркских и проч.). В этот период в восточно-романской речи всё отчётливее просматривается тенденция к формированию общей грамматической суперструктуры с соседними, неродственными языками; развивается так называемый балканский языковой союз.
Приток славян на Балканы ослабевает к началу XI века. Этому способствуют активные тюркские и венгерские миграции. Славянский язык постепенно выходит из речевого обихода восточно-романских народов, но его длительное влияние привело к качественной перестройке бесписьменной восточно-романской речи. Наступает новый этап её развития: проторумынский язык. Не следует забывать, что в условиях постоянной языковой политизации с конца XVIII века многие румынские, а также и западные историки-латинисты и романисты, особенно последователи так называемой Трансильванской школы, намеренно не делают различий между балканской латынью и валашским языком, игнорируя таким образом вклад славянских языков в развитие румынского языка.